# Bocchetta del Croso
La Bocchetta del Croso (1.943 m s.l.m.) è un valico alpino delle Alpi Biellesi situato tra la Provincia di Biella e quella di Vercelli. Collega Piedicavallo, in Valle del Cervo (BI), con Rassa e la Val Sorba (VC). 
Per quanto i paesi più vicini siano Piedicavallo e la sua frazione Montesinaro il lato biellese del colle appartiene a un'isola amministrativa montana del comune di Tavigliano, l'Alpe Finestre.

## Toponimo
Il toponimo croso è utilizzato in Valsesia per designare valloni montani profondamente erosi e nel caso del colle fa probabilmente riferimento alla conformazione del suo versante settentrionale, fortemente inciso dall'azione dell'acqua.

## Descrizione
Il colle si apre tra Punta la Cascinaccia (2.069 m, ad ovest) e la Punta Rusca (2.455 m, ad est, appartenente al massiccio del Bo).
Esso fa parte del crinale che dalla Punta Tre Vescovi prosegue verso est dividendo il Biellese dalla Valsesia. A sud domina il vallone del Chiobbia, uno dei primi affluenti del Cervo, mentre il primo alpeggio che si incontra a nord del valico è l'Alpe Toso, situata sul fondo della Val Sorba.
Secondo la classificazione orografica SOIUSA il colle separa i due gruppi alpini nei quali si dividono le Alpi Biellesi, la Catena Tre Vescovi-Mars (Cod.SOIUSA I/B-9.IV-A.1) e la Catena Monte Bo-Barone (Cod.SOIUSA I/B-9.IV-A.2).

## Accesso
Il colle è raggiunto da una mulattiera ampia e accuratamente lastricata (itin. E70) che sale da Montesinaro e transita per le Piane e per l'Alpe Finestre, alpeggi tuttora utilizzati nella buona stagione.
Sul lato valsesiano il sentiero nº 53 scende all'Alpe Toso dove incontra l'itinerario 51 seguendo il quale si può scendere a Rassa o risalire al Colle del Loo.

## Trail running
Per la Bocchetta del Croso transita anche il Trail del Bangher, giunto nel 2010 alla sua quinta edizione. Si tratta di una corsa podistica ad anello dello sviluppo di 27 km con 2.200 m di dislivello positivo, organizzata dall'UISP di Biella. Il suo nome ricorda Pietro Bangher, un famoso brigante di origini trentine che operò nella zona a cavallo tra Ottocento e Novecento.